# اچ‌ام‌اس اسنپر (۱۸۰۵)
اچ‌ام‌اس اسنپر (۱۸۰۵) (به انگلیسی: HMS Snapper (1805)) یک کشتی بود که طول آن ۵۵ فوت ۲ اینچ (۱۶٫۸ متر) بود. این کشتی در سال ۱۸۰۵ ساخته شد.